# DDR-Meisterschaften im Biathlon 1965
Die DDR-Meisterschaften im Biathlon wurden 1965 zum achten Mal ausgetragen. Es wurden jeweils drei Läufe ausgetragen, im Januar in Zinnwald, im Februar in Oberhof und im März in Elterlein. Egon Schnabel gewann seinen ersten Meistertitel im Einzel. Erstmals wurde ein Staffelwettbewerb durchgeführt, den die Biathleten des ASK Vorwärts Oberhof gewannen.

## Einzel

### 1. Lauf (Zinnwald)
| Platz | Sportler         | Mannschaft           | Treffer | Zeit (h) |
| ----- | ---------------- | -------------------- | ------- | -------- |
| 1.    | Heinz Kluge      | SG Dynamo Zinnwald   | 17      | 1:42:45  |
| 2.    | Egon Schnabel    | ASK Vorwärts Oberhof | 16      | 1:42:58  |
| 3.    | Wolfgang Böttner | ASK Vorwärts Oberhof | 17      | 1:43:04  |

#### 2. Lauf (Oberhof)
| Platz | Sportler         | Mannschaft           | Treffer | Zeit (h) |
| ----- | ---------------- | -------------------- | ------- | -------- |
| 1.    | Egon Schnabel    | ASK Vorwärts Oberhof | 19      | 1:26:24  |
| 2.    | Herbert Kirchner | ASK Vorwärts Oberhof | 19      | 1:27:00  |
| 3.    | Harald Harraß    | ASK Vorwärts Oberhof | 17      | 1:29:10  |

#### 3. Lauf (Elterlein)
| Platz | Sportler       | Mannschaft           | Straf- minuten | Zeit (h) |
| ----- | -------------- | -------------------- | -------------- | -------- |
| 1.    | Heinz Kluge    | SG Dynamo Zinnwald   | 6              | 1:32:40  |
| 2.    | Egon Schnabel  | ASK Vorwärts Oberhof | 6              | 1:34:18  |
| 3.    | Helmut Klöpsch | SG Dynamo Zinnwald   | 9              | 1:35:29  |

### Endergebnis
| Platz | Sportler         | Mannschaft           | Punkte |
| ----- | ---------------- | -------------------- | ------ |
| 1     | Egon Schnabel    | ASK Vorwärts Oberhof | 475,2  |
| 2     | Heinz Kluge      | SG Dynamo Zinnwald   | 474,9  |
| 3     | Wolfgang Böttner | ASK Vorwärts Oberhof | 466,1  |

## Staffel
| Platz | Mannschaft             | Sportler                                                    | Punkte |
| ----- | ---------------------- | ----------------------------------------------------------- | ------ |
| 1     | ASK Vorwärts Oberhof I | Egon Schnabel, Hansi König, Wolfgang Böttner, Harald Harraß | 2091,3 |
| 2     | SG Dynamo Zinnwald I   | Heinz Kluge, Helmut Klöpsch, Horst Koschka, Dieter Speer    | 2018,0 |
| 3     |                        |                                                             |        |